# Carl Slevogt (Architekt)
Heinrich Carl Slevogt (* 28. Juli 1787 in Eutin; † 12. Februar 1832 in Osternburg) war ein deutscher Architekt und oldenburgischer Baubeamter.

## Leben und Wirken
Carl Slevogt war ein Sohn des Kammeralassessors Johann Adolf Slevogt (* 30. August 1753 in Eutin; † 29. Januar 1794 ebenda) und dessen Ehefrau Marie Christine Auguste Slevogt geborene Blohm (* 2. Dezember 1752 in Altona; † 13. November 1824 in Eutin), die am 5. November 1784 in Eutin geheiratet hatten. Der Großvater mütterlicherseits war der Rentier Detleff Wigmann Blohm aus Altona.
Slevogts Vater starb früh. Der Eutiner Fürstbischof Peter Friedrich Ludwig setzte daraufhin ein jährliches Legat aus, das Slevogt und seinem Bruder bis 1811 eine Ausbildung finanzierte. Carl Slevogt besuchte die Gelehrtenschule Eutin und studierte wohl ab 1806 an der königlich preußischen Bauakademie, die sich zu dieser Zeit noch im ostpreußischen  Königsberg befand. Hier hörte er unter anderem bei Friedrich Becherer, Paul Ludwig Simon und Johann Albert Eytelwein. Das Fach „Geschichte der Baukunst“ unterrichteten Karl Friedrich Schinkel und Aloys Hirt, Stadtbaukunst Heinrich Gentz. Slevogts spätere Arbeiten zeigen starke Einflüsse von David Gilly, der an der Bauakademie unterrichtete und 1808 starb. Dass Slevogt tatsächlich bei ihm hörte, ist jedoch anzuzweifeln.
Nach 1810 arbeitete Slevogt als Hospitant bei der Oberbaudeputation in Berlin. Im Mai 1813 legte er vor der Kommission der obersten preußischen Baubehörde die Abschlussprüfung ab. Im selben Jahr erhielt er eine Bestallung zum Bauconducteur als Leiter der Bauverwaltung im Herzogtum Oldenburg. Dort war er der erste Architekt, der sowohl eine praktische als auch theoretische Ausbildung an der Bauakademie erhalten hatte. Er arbeitete hier bis zum Jahr 1831, in dem er zum Bauinspektor befördert wurde. Aufgrund gesundheitlicher Probleme wurde er dann in den Ruhestand versetzt. Von ihm geplante Bauwerke entstanden auch noch nach seinem Tod bis Mitte der 1830er Jahre.

## Bauwerke
Slevogt übernahm anfangs die Restaurierung von herzoglichen Schlössern in Oldenburg und Rastede und erweiterte diese umfangreich. Am Schloss Oldenburg überarbeitete er von 1819 bis 1821 die Repräsentationsräume und schuf den Schlosstorbogen. Den plastischen Schmuck der Räume entwarf er größtenteils selbst. 1820 plante er den Schlossküchenflügel und die Remisen für Kutschen und Wagen an der Hunte. 1817 schuf er Pläne für eine symmetrische Erweiterung der Fassaden am Schlossinnenhof, die jedoch nicht ausgeführt wurden. Darüber hinaus plante er den Teepavillon und Gewächshäuser für den Schlossgarten, die ab 1817 gebaut wurden. Von 1821 bis 1826 kam das Prinzenpalais am Damm hinzu.
Für das Schloss Rastede entwarf Slevogt den Umbau des bestehenden Gebäudes in einen Landsitz, die Bauausführung erfolgte ab 1817. Darüber hinaus lieferte er höchstwahrscheinlich die Pläne für das ab 1822 errichtete Palais. 1818 vollendete er die Pläne für das Grabmal von Christian Daniel von Finckh und Albrecht Ludwig von Berger, das 1824 durch Franz Anton Högl ausgeführt wurde. Er konnte sich mit dem Entwurf gegen Iwan Petrowitsch Martos und von Tischbein in einem vom Oldenburger Herzog Peter Friedrich Ludwig ausgeschriebenen Wettbewerb durchsetzen. Slevogt schuf hier einen Antentempel, der als Hauptwerk von klassizistischen Grabmälern gilt und in direkter Tradition von Karl Friedrich Schinkel stand.
Slevogt plante mehrere Bauten in Oldenburg, die durch Militär und Verwaltung genutzt werden sollten. 1815 entwarf er eine symmetrisch gegliederte Kaserne nebst Wohnhäusern für Offiziere. Dabei kopierte er ohne Änderungen das von David Gilly entworfene Schloss Paretz. Die Bauwerke, die für den Platz vor dem Heiligengeisttor gedacht waren, wurden jedoch nicht ausgeführt.
Von 1819 bis 1821 entstand die Infanteriekaserne an der Ostseite des Oldenburger Pferdemarkts. Slevogts Nachfolger Heinrich Strack ergänzte hier 1837 einen Mittelrisalit. 1821 wurde ein Militärlazarett am Stau gebaut. Von 1828 bis 1829 wurde das Kollegiengebäude hinter der Lambertikirche errichtet. 1831 kam das Kammergebäude am Casinoplatz hinzu. Erst nach Slevogts Tod entstand nach seinen Plänen das Marstallgebäude an der Schlossfreiheit.
Slevogt leitete die Erweiterung der Kur- und Badeeinrichtungen des Seebads Wangerooge, dabei kooperierte er eng mit Georg Siegmund Otto Lasius. Von 1819 bis 1821 wurde hier nach seinen Plänen das Konversationshaus gebaut.
In Oldenburg, insbesondere in Osternburg, entstanden nach Slevogts Plänen Wohnhäuser, die dem späten Klassizismus zuzuordnen sind. Dazu gehören:
- Das von Münnich'sche Landhaus, Bremer Straße 15, entstand 1818 und kann als erstes Beispiel eines prunkvollen Sommersitzes gesehen werden.
- Sein eigenes Wohnhaus aus dem Jahr 1823 auf dem Grundstück Bremer Straße 28 plante er als zweigeschossigen Walmdach-Quader.
- Das von Bülow'sche Landhaus aus dem Jahr 1825, Cloppenburger Straße 2–4, wurde als repräsentativer Landsitz mit zwei Geschossen errichtet.
- Das Schwabe'sche Wohnhaus aus dem Jahr 1827, Kleine Kirchenstraße 1, entstand als Wohn- und Geschäftshaus.

## Architektonischer Stil
Slevogt war der erste Architekt, der in Oldenburg Bauwerke im Stil David Gillys entwarf. Insgesamt blieb er hier wohl hinter seinen künstlerischen Fähigkeiten zurück, obwohl die Arbeit mit reduzierten Formen und maximaler Verknappung eigentlich günstig für seine stilistischen Vorstellungen waren. Im Gegensatz zu seinem Nachfolger Strack arbeitete Slevogt mit weniger betonten palladianischen Traditionen und stattdessen gemäßigt dorisch. Er setzte Säule, Portikus, Rundbogen und plastischen Fassadenschmuck eher zurückhaltend ein. Stattdessen betonte er den Wandverband, indem er vor- und zurücktretende Mauerpartien variierte. Plastische Details setzte er bei der Gestaltung von Außenwänden nur äußerst selten ein.
Slevogt arbeitete eher im Stil der Berliner Bauakademie als im Stil der Schinkelschule. Neben Heinrich Nikolaus Börm war er wahrscheinlich der erste Architekt in Nordwestdeutschland, der in größerem Umfang in diesem Stil arbeitete und ihn dort etablierte.

## Familie
Slevogt heiratete 1815 in erster Ehe Maria Dorothea Wilhelmine geb. Wöhe, die am 12. September 1816 in Oldenburg starb. Aus dieser Ehe gingen zwei Töchter hervor. In zweiter Ehe heiratete er am 1. Dezember 1818 in Varel Anna Sophie geb. Jürgens (* 24. Juli 1790 in Varel; † 23. November 1830 in Osternburg). Deren Vater Gerhard Christoph Jürgens arbeitete in Varel als Landmann und Schreiber. Aus der zweiten Ehe stammten zwei Töchter und fünf Söhne, darunter der Maler Adolf Slevogt (1819–1885).